# Бивио Гало (Мачерата)
Бивио Гало (итал. Bivio Gallo) насеље је у Италији у округу Мачерата, региону Марке.
Према процени из 2011. у насељу је живело 20 становника. Насеље се налази на надморској висини од 427 м.